# Yu In-soo
Yu In-soo (Hangul: 유인수, Hanja: 兪仁秀 (Du Nhân Tú), sinh ngày 28 tháng 12 năm 1994) là một cầu thủ bóng đá người Hàn Quốc thi đấu cho Avispa Fukuoka.

## Thống kê câu lạc bộ
Cập nhật đến ngày 23 tháng 2 năm 2016.
| Thành tích câu lạc bộ | Thành tích câu lạc bộ | Thành tích câu lạc bộ | Giải vô địch | Giải vô địch | Cúp             | Cúp             | Cúp Liên đoàn | Cúp Liên đoàn | Châu lục | Châu lục  | Tổng cộng | Tổng cộng |
| Mùa giải              | Câu lạc bộ            | Giải vô địch          | Số trận      | Bàn thắng    | Số trận         | Bàn thắng       | Số trận       | Bàn thắng     | Số trận  | Bàn thắng | Số trận   | Bàn thắng |
| Nhật Bản              | Nhật Bản              | Nhật Bản              | Giải vô địch | Giải vô địch | Cúp Thiên Hoàng | Cúp Thiên Hoàng | J.League Cup  | J.League Cup  | AFC      | AFC       | Tổng cộng | Tổng cộng |
| --------------------- | --------------------- | --------------------- | ------------ | ------------ | --------------- | --------------- | ------------- | ------------- | -------- | --------- | --------- | --------- |
| 2016                  | FC Tokyo              | J1 League             | 0            | 0            | 0               | 0               | 0             | 0             | 0        | 0         | 0         | 0         |
| 2016                  | U-23 FC Tokyo         | J3 League             | 0            | 0            | –               | –               | –             | –             | –        | –         | 0         | 0         |
| Tổng cộng sự nghiệp   | Tổng cộng sự nghiệp   | Tổng cộng sự nghiệp   | 0            | 0            | 0               | 0               | 0             | 0             | 0        | 0         | 0         | 0         |